# Mrożony peppermint
Mrożony peppermint (hisz. Peppermint frappé) – hiszpański thriller psychologiczny z 1967 roku w reżyserii Carlosa Saury.

## O filmie
Zdjęcia do filmu kręcono w Calandzie (region Aragonia) oraz w Cuence (wspólnota autonomiczna Kastylia-La Mancha), m.in. w Muzeum Hiszpańskiej Sztuki Abstrakcyjnej (Museo de Arte Abstracto Español).
Tytuł filmu pochodzi od chłodnego napoju alkoholowego, spożywanego przez bohaterów filmu. W filmie została wykorzystana praca malarska brata reżysera, Antonia Saury.

## Obsada
- José Luis López Vázquez jako Julián
- Geraldine Chaplin jako Ana i jako Elena (dwie role)
- Alfredo Mayo jako Pablo
- Fernando Sánchez Polack jako pacjent

i inni

## Fabuła

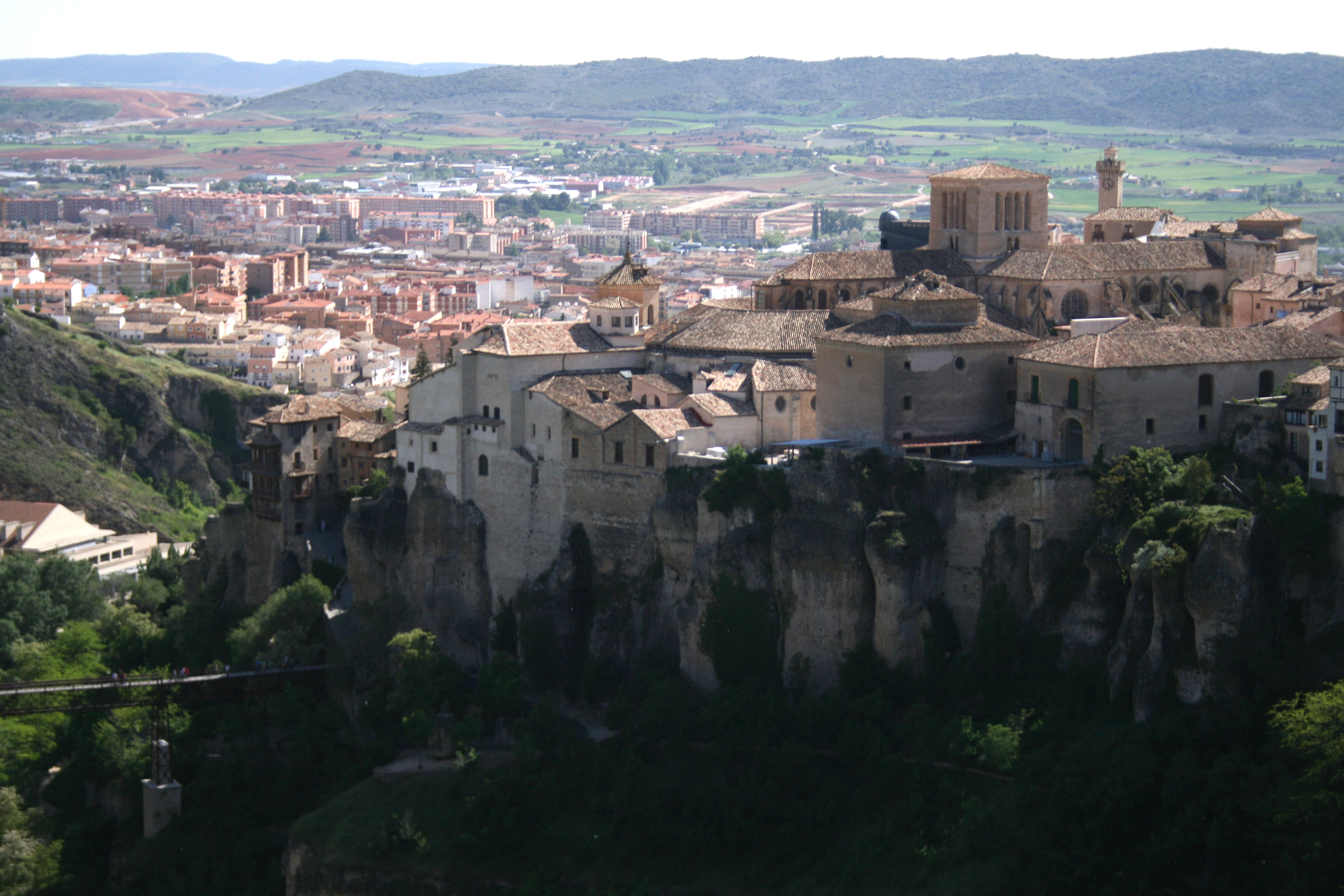
Cuenca, miejsce akcji filmu

Julián, samotny lekarz w średnim wieku, spotyka Pablo, dawno niewidzianego kolegę z dzieciństwa. Podczas spotkania dowiaduje się, że Pablo ożenił się z Eleną, atrakcyjną, młodszą blondynką. Julián uświadamia sobie, że jest to kobieta, którą spotkał kiedyś w czasie lokalnego święta i wówczas zauroczył się nią. Elena jednak zaprzecza, aby to była ona.
W gabinecie Juliána pracuje łudząco podobna do Eleny skromna brunetka Ana, której Julián dotychczas nie dostrzegał w sposób inny, niż wyłącznie zawodowy. Postanawia przeobrazić nieśmiałą pielęgniarkę w kopię żony kolegi. Julián ulega silnej fascynacji uwodzicielską Eleną; wydaje się, że z wzajemnością. Okazuje się, że Elena jedynie wciąga Juliána w cyniczną grę, do której włącza swego męża, co prowadzi tę parę do tragicznego finału, zemsty Juliána.